# Frans Axel Lagerquist
Frans Axel Lagerquist ( i riksdagen kallad Lagerquist i Klappa), född 30 mars 1865 i Hylletofta församling, död 9 maj 1956 i Malmbäcks församling, var en svensk lantbrukare och politiker för bondeförbundet. Han var ledamot av andra kammaren 1921, invald för Jönköpings läns västra valkrets.